# 馬諾比爾城堡
馬諾比爾城堡（英語：Manorbier Castle）是位於英國威爾斯西部村莊馬諾比爾的一座城堡，其外形為長方形，內裡有一座禮拜堂，修建於大約1260年，禮拜堂內仍保留有一些中世紀時期的壁畫。馬諾比爾城堡在歷史上曾經經歷過兩次戰爭。

## 外部連結
- Official website （页面存档备份，存于）
- Fuller details and photographs （页面存档备份，存于）

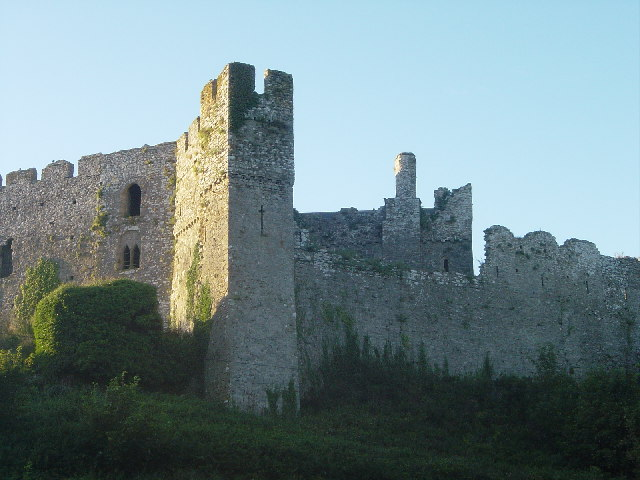
马诺比尔城堡外景

- www.geograph.co.uk : photos of Manorbier Castle and surrounding area （页面存档备份，存于）
- 馬諾比爾城堡的地圖資料